# Cardiopteridàcies
Cardiopteridaceae és una família de plantes amb flors. Conté unes 43 espècies d'arbres, arbusts i lianes llenyoses,la majoria es troben en la zona tropical però algunes apareixen en les regions temperades. Conté sis gèneres, el més gran dels quals és Citronella, amb 21 espècies. Els altres gèneres són molt més petits.
Citronella mucronata es cultiva com planta ornamental per les seves atractives fulles i les flairoses flors. Es fa una infusió de les fulles de Citronella gongonha que és similar a la yerba maté.
Va ser Carl Ludwig Blume qui l'any 1847 va donar el nom de Cardiopteridaceae a aquesta família quan va descriure l'espècie Cardiopteris moluccana. Blume basà aquesta família en Cardiopteris, un nom botànic que prèviament havia utilitzat John Forbes Royle and Nathaniel Wallich, però no és un nom vàlid botànicament. In 1843, Justus Hasskarl publicà el nom Peripterygium quinqueloba per al que actualment és Cardiopteris quinqueloba. Blume indicà les sevesanotacions sobre la planta de Hasskarl i la va incloure com una altra espècie de Cardiopteris quan ell publicà Cardiopteris moluccana.
Com que el basiònim, Cardiopteris, era qüestionat, també ho va ser el nom corresponent de la família Cardiopteridaceae. Finalment el ICBN conservà el nom Cardiopteris contra Peripterygium.